# شیر داخل کیسه شیر داخل کیسه شیر
شیر داخل کیسه شیر داخل کیسه شیر (به انگلیسی: Milk Inside a Bag of Milk Inside a Bag of Milk) یک بازی رمان تصویری در سبک وحشت روان‌شناختی می‌باشد که توسط توسعه‌دهندهٔ بازی روسی نیکیتا کریوکوف تولید شده‌است. داستان این بازی حول محور پروتاگونیست زن بی‌نامی می‌چرخد که برای خرید کیسه شیر به یک بقالی در همان نزدیکی می‌رود اما با چالش‌های ناشی از آسیب روحی و روان‌پریشی مواجه می‌شود.